# Agromyza rondensis
Agromyza rondensis este o specie de muște din genul Agromyza, familia Agromyzidae, descrisă de Gabriel Strobl în anul 1900.
Este endemică în Spania. Conform Catalogue of Life specia Agromyza rondensis nu are subspecii cunoscute.